# Mazzini Society
 (décembre 2021).
La mise en forme du texte ne suit pas les recommandations de Wikipédia : il faut le « wikifier ».
Les points d'amélioration suivants sont les cas les plus fréquents :
- Les titres sont pré-formatés par le logiciel. Ils ne sont ni en capitales, ni en gras.
- Le texte ne doit pas être écrit en capitales (les noms de famille non plus), ni en gras, ni en italique, ni en « petit »…
- Le gras n'est utilisé que pour surligner le titre de l'article dans l'introduction, une seule fois.
- L'italique est rarement utilisé : mots en langue étrangère, titres d'œuvres, noms de bateaux, etc.
- Les citations ne sont pas en italique mais en corps de texte normal. Elles sont entourées par des guillemets français : « et ».
- Les listes à puces sont à éviter, des paragraphes rédigés étant largement préférés. Les tableaux sont à réserver à la présentation de données structurées (résultats, etc.).
- Les appels de note de bas de page (petits chiffres en exposant, introduits par l'outil «  Source ») sont à placer entre la fin de phrase et le point final[comme ça].
- Les liens internes (vers d'autres articles de Wikipédia) sont à choisir avec parcimonie. Créez des liens vers des articles approfondissant le sujet. Les termes génériques sans rapport avec le sujet sont à éviter, ainsi que les répétitions de liens vers un même terme.
- Les liens externes sont à placer uniquement dans une section « Liens externes », à la fin de l'article. Ces liens sont à choisir avec parcimonie suivant les règles définies. Si un lien sert de source à l'article, son insertion dans le texte est à faire par les notes de bas de page.
- La présentation des références doit suivre les conventions bibliographiques. Il est recommandé d'utiliser les modèles {{Ouvrage}}, {{Chapitre}}, {{Article}}, {{Lien web}} et/ou {{Bibliographie}}. Le mode d'édition visuel peut mettre en forme automatiquement les références.
- Insérer une infobox (cadre d'informations à droite) n'est pas obligatoire pour parachever la mise en page.

Pour une aide détaillée, merci de consulter Aide:Wikification.
Si vous pensez que ces points ont été résolus, vous pouvez retirer ce bandeau et améliorer la mise en forme d'un autre article.
La Mazzini Society était une association politique antifasciste, formée sur une base démocratique et républicaine. 
Dans la tradition du Risorgimento, la société a été créée aux États-Unis par des immigrants italo-américains à la fin des années 1930. Elle portait le nom de Giuseppe Mazzini, figure de proue de l'unification italienne au milieu du XIXe siècle, qui avait travaillé depuis l'exil.

## Naissance et adhésion
La Mazzini Society a été fondée par Gaetano Salvemini à Northampton, Massachusetts, le 24 septembre 1939. Le journaliste Max Ascoli en devient le président. Parmi ses organisateurs se trouvait un groupe de républicains appartenant au mouvement de résistance antifasciste Giustizia e Libertà. Outre Ascoli et Salvemini, on trouve Tullia Calabi, Lionello Venturi, Michele Cantarella, Roberto Bolaffio, le président par intérim Renato Poggioli, Giuseppe Antonio Borgese et Carlo Tresca. Son bulletin d'information était le périodique "Mazzini News", puis "Nazioni unite" ("Nations unies").
Avec la chute de la France en juin 1940, de nombreux antifascistes italiens, exilés au-delà des Alpes, sont contraints d'émigrer à nouveau et trouvent refuge aux États-Unis. Beaucoup d'entre eux rejoignent la Mazzini Society: Aldo Garosci, Alberto Cianca et Alberto Tarchiani, qui venaient de Giustizia e Libertà; Randolfo Pacciardi, secrétaire politique du Parti républicain italien, qui fonda l'hebdomadaire mazzinien "La Giovine Italia" à Paris en 1937; et l'ancien ministre des affaires étrangères Carlo Sforza, qui avait appartenu à l'éphémère parti antifasciste Unione Democratica Nazionale et travaillait à "La Giovine Italia" sous la direction de Tarchiani.

## Alberto Tarchiani, secrétaire
Tarchiani assume rapidement le poste de secrétaire de l'association. Par le biais de la Mazzini Society, Sforza et Tarchiani prévoient d'obtenir le soutien du gouvernement américain pour la création d'un Comité national italien comme forme de gouvernement en exil, avec l'avancée progressive des troupes alliées en Afrique du Nord en 1941-1942, et une "légion italienne" sous la direction de Randolfo Pacciardi, qui avait commandé le bataillon Garibaldi dans la guerre civile espagnole et était venu aux États-Unis en décembre 1941.
Cette ligne d'action politique visait à désigner Carlo Sforza comme leader du mouvement antifasciste italien à l'étranger et, implicitement, comme futur chef de gouvernement dans une démocratie libérale italienne libérée de la dictature fasciste et de la monarchie. L'importance croissante de Tarchiani et de Sforza au sein de la Mazzini Society a par conséquent conduit à l'éloignement progressif de Gaetano Salvemini de la prise de décision active.
Pendant ce temps, la Mazzini Society sert d'organisateur pour une collecte de fonds pour les exilés antifascistes italiens, mais elle exclut une action unifiée avec les communistes. Randolfo Pacciardi fait partie de ceux qui soutiennent un accord avec les communistes, mais il est minoritaire sur cette question et quitte donc la Mazzini Society en juin 1942.

## Congrès italo-américain de Montevideo
La Mazzini Society a eu plus de succès dans ses relations avec la communauté italienne d'Amérique centrale et du Sud, où un réseau antifasciste et un mouvement "Italie libre" ont été formés, dont le siège est à Buenos Aires. Les accords entre la Mazzini Society et l'Italie Libre ont conduit à l'organisation d'un Congrès italo-américain, qui s'est déroulé du 14 au 17 août 1942 à Montevideo. Pacciardi, bien qu'ayant adhéré, n'a pas pu y participer faute de passeport valide. A la place, Carlo Sforza assista aux travaux après avoir obtenu l'autorisation des autorités américaines ; il présenta un ordre du jour en huit points qui fut approuvé par plus de 10 000 participants: il proposait un plébiscite libre pour que le peuple italien choisisse sa forme de gouvernement en espérant la victoire de la république démocratique et l'adhésion de l'Italie à la Charte atlantique et à un système international organisé de coopération et de solidarité.
A la fin des travaux, la conférence a approuvé par acclamation une motion de conclusion, qui affirmait: "En définitive, la conférence fait confiance à Carlo Sforza, qui a déjà assumé, par une nomination unanime et spontanée, la fonction de chef spirituel des antifascistes italiens et la tâche de former un Conseil national italien, en lui donnant l'autorité de l'organiser dans les conditions les plus opportunes".
Néanmoins, l'attitude des autorités américaines à l'égard du projet ne va pas plus loin qu'une tiède compréhension, et les contacts analogues qui sont tentés avec le Royaume-Uni n'ont aucun succès.

## Crise et retour des exilés antifascistes en Italie
Entre décembre 1942 et janvier 1943, il y a une crise interne à l'association à propos d'une tentative de rapprochement avec les socialistes et les communistes, proposée par les syndicalistes italo-américains Girolamo Valenti, August Bellanca et Vanni Buscemi Montana pour former des comités unitaires, appelés Comités pour la victoire auxquels participent également des anarchistes comme Carlo Tresca. En février, Tarchiani et Cianca démissionnent car ils s'opposent à la dilution de la base démocratique libérale de l'association.
Après le débarquement allié de juillet 1943 en Sicile (Opération Husky), Garosci, Tarchiani et Cianca rentrent en Europe à bord du paquebot transatlantique Queen Mary, qui a été transformé en navire de guerre. Une fois arrivés en Angleterre, après un voyage qui n'est pas sans incertitudes ni dangers, ils mettent rapidement en service la radio clandestine "Giustizia e Libertà", qui diffuse à longueur de journée des attaques contre le régime et contre la monarchie, coupable d'avoir été complice, et ils coopèrent avec les principaux groupes antifascistes. En août, Tarchiani et d'autres membres du groupe parviennent à s'embarquer pour l'Italie et à débarquer finalement à Salerne.
L'autorisation du retour de Sforza en Italie avait en revanche été subordonnée par le gouvernement américain (et en particulier le sous-secrétaire d'État Adolf Augustus Berle), à la signature d'un document par lequel l'ancien ministre des Affaires étrangères s'engageait à ne s'opposer en aucune façon aux actions du gouvernement Badoglio jusqu'à ce que la nation soit complètement libérée des nazis,,. Alors que Sforza interprétait de manière étroite et littérale le document qu'il avait signé, le Premier ministre britannique Winston Churchill estimait que la loyauté envers le gouvernement légitime devait également s'étendre à la personne du souverain et à l'institution de la monarchie,.Ce désaccord avec Churchill a anéanti les aspirations de Carlo Sforza à la direction nationale, car il a entraîné un véritable veto des Britanniques à sa nomination au poste de président du Conseil lorsque le Comité de libération nationale a penché pour le choisir alors que le gouvernement Bonomi était sur le point de démissionner en novembre 1944, .
Pacciardi n'a pu rentrer en Italie qu'après la libération de Rome le 24 juin 1944. Tullia Calabi Zevi a fait un reportage sur les procès de Nuremberg et est rentrée en Italie en 1946. Gaetano Salvemini est rentré en 1949, après avoir obtenu la nationalité américaine, et s'est finalement retiré en Italie en 1954. Renato Poggioli a servi dans l'armée américaine comme traducteur de 1943 à 1945 et est resté en Amérique après la guerre, devenant professeur titulaire à Harvard en 1950. Il est mort en Californie en 1963.

## Sources
- (en) Cet article est partiellement ou en totalité issu de l’article de Wikipédia en anglais intitulé « Mazzini Society » (voir la liste des auteurs).
- Mazzini Society. Nazioni unite. New York, 1942.
- Mercuri, Lamberto. Mazzini News: organo della Mazzini Society (1941-1942), 1990.
- Tirabassi, Maddalena. "La Mazzini Society (1940-46): un'associazione di antifascisti italiani negli Stati Uniti" de Giorgio Spini, Gian Giacomo Migone, et Massimo Teodori (eds.), Italia e America dalla Grande Guerra ad Oggi. (Venise: Marsilio Editori, 1976), pages 141–58.
- Tirabassi, Maddalena. "La Mazzini Society (1940-46): un'associazione di antifascisti italiani negli Stati Uniti" in Giorgio Spini, Gian Giacomo Migone, and Massimo Teodori (eds.), Italia e America dalla Grande Guerra ad Oggi. (Venice: Marsilio Editori, 1976), pp. 141–58.
- Tirabassi, Maddalena. "Enemy Aliens or Loyal Americans?: The Mazzini Society and the Italian-American Communities". Rivista di Studi Anglo-Americani 4–5 (1984–1985), pp. 399–425.
- Tirabassi, Maddalena. "Nazioni Unite (1942-1946): l'organo ufficiale della Mazzini Society" in L'antifascismo italiano negli Stati Uniti durante la Seconda guerra mondiale (Rome: Archivio Trimestrale, 1984), pp. 295–313.
- Varsori, Antonio. Gli alleati e l'emigrazione democratica antifascista (1940-1943). Florence: Sansoni, 1982.